# 天主教聖安德烈圖斯特拉教區
天主教聖安德烈圖斯特拉教區（拉丁語：Dioecesis Sancti Andreae de Tuxtla），是墨西哥一個天主教教區，包括東南部韋拉克魯斯州東南部二十九市。屬哈拉帕總教區。
1959年5月23日升為教區。2010年有教友1,010,000人，佔總人口93.1%。有五十六個堂區、司鐸八十一人。現任教區主教為若瑟·薩帕塔·奧爾蒂斯。